# Bremond
Bremond è una città degli Stati Uniti d'America, situata nello Stato del Texas, nella Contea di Robertson.